# Homens de preto

Uma caricatura de um Homem de Preto.

Homens de preto (do inglês "Men in Black" ou "MiB") é uma lenda urbana norte-americana ligada à Ufologia, que na cultura popular e nas teorias conspiratórias ufológicas, trata-se de homens trajando ternos pretos e alegando serem agentes governamentais, que tentam assediar ou intimidar testemunhas de OVNIs para fazê-las manterem silêncio a respeito de informações sobre um fato ufológico presenciado por tais testemunhas. Estes homens entram repentinamente em suas casas fazendo-lhes ameaças. Por vezes, sugere-se que eles mesmos sejam extraterrestres. Para outros, seriam alienígenas a serviço de algum governo ou organização de outro planeta.
O termo também é frequentemente usado para descrever homens misteriosos trabalhando para organizações anônimas, bem como para vários setores do governo, supostamente para proteger segredos ou desempenhar outras atividades estranhas. O termo é genérico, usado para referir-se a qualquer indivíduo incomum, ameaçador ou de comportamento estranho, cuja aparição em cena pode estar relacionada de alguma forma com um avistamento de OVNI.

## Origem
O fenômeno foi divulgado inicialmente e com mais frequência nos anos 1950s e 1960s, a princípio num livro de 1956 de autoria de Gray Barker, contemporâneo com muitas outras teorias de conspiração. Segundo Jerome Clark (em The UFO Encyclopedia, volume 3: High Strangeness, UFO’s from 1960 through 1979, Omnigraphis, pp. 317–318), o encontro arquetípico com "homens de preto" teria ocorrido em 1953, quando o editor Albert K. Bender afirmou ter descoberto o segredo por trás dos discos-voadores, mas teria sido ameaçado por três homens trajando ternos e chapéus pretos. De início, Bender acusou abertamente serem eles agentes do governo dos EUA, mas suas descrições posteriores mesclaram características sobrenaturais com o folclore ufófilo. 
Na verdade, Bender inicialmente mostrava-se cético quanto ao fenômeno dos "homens de preto" e encontrou-os pela primeira vez "em carne e osso" após publicar um relato do incidente da Ilha Maury, ocorrido em 1947 quando Harold Dahl relatou a queda de fragmentos de um OVNI sobre o barco em que se encontrava em Puget Sound, matando seu cão. No dia seguinte, Dahl teria sido advertido por um homem de terno preto dirigindo um Buick 1947 preto que seria melhor permanecer em silêncio a respeito do incidente. Hilary Evans observou que todos os elementos de uma situação envolvendo "homens de preto" (três visitantes de compleição diferente ou "estrangeira", num Cadillac preto) nunca se apresentam como um todo; por exemplo, alguns casos limitaram-se a telefonemas.

O jornalista, escritor e ufólogo americano John Keel em outubro de 1967 publicou artigo na revista SAGA: Adventure stories for men, chamado UFO "Agents of Terror" The Mysterious Men in Black, popularizando a expressão. Keel, na época ainda defensor da tese extraterrestre do fenômeno UFO, defendia que os Homens de Preto eram os próprios ocupantes dos OVNIs, entidades sombrias e ameaçadoras que assumiam a forma humana para coagir ufólogos e testemunhas.